# Porto Open

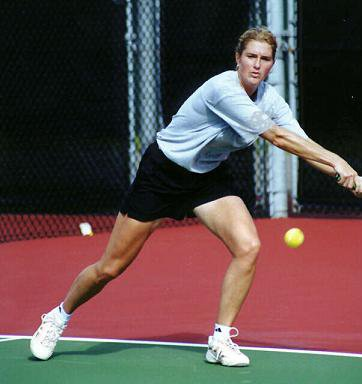
Крісті Богерт з Нідерландів — фіналістка парного турніру WTA в Порту 2002 року.

Porto Open — професійний жіночий тенісний турнір, що його проводили під егідою ITF, WTA, а також Португальської тенісної федерації від 1998 року 2005 року. Змагання проходили на відкритих кортах з ґрунтовим покриттям.

## Історія турніру
Тенісний турнір в Порту заснували 1998 року. Після декількох років наявності в календарі жіночого туру ITF, 2001 року змагання перекочували в календар WTA, де пробули два роки.
2002 року статус турніру помітно знижено: спочатку призовий фонд впав до 25,000 доларів, а потім змагання і зовсім скасовано.

### Переможці та фіналісти
За історію одиночного змагання лише одній тенісистці вдалося двічі прорватися у фінал. Іспанка Магі Серна не змогла реалізувати жодної спроби завоювати титул.
Історія парного турніру також знає лише одну тенісистку, яка двічі діставалася вирішального матчу. Іспанка Марія Хосе Мартінес Санчес двічі завоювала титул (один з них припав на еру WTA в Порту).
Багато тенісисток грали і в парному і в одиночному фіналах. Подібні досягнення на рахунку іспанок Лурдес Домінгес Ліно і Магі Серни, а також австрійки Сібіль Баммер.

### Зміни призового фонду
| Роки            | Розмір фонду |
| --------------- | ------------ |
| 1998, 2000      | 75 000 USD   |
| 1999, 2003—2005 | 25 000 USD   |
| 2001-2002       | 140 000 USD  |

## Фінали

### Одиночний розряд
| Рік  | Чемпіонка                   | Фіналістка              | Рахунок фіналу |
| ---- | --------------------------- | ----------------------- | -------------- |
| 2005 | Тіна Шихтль                 | Лурдес Домінгес Ліно    | 7-6(4) 7-6(2)  |
| 2004 | Наталі В'єрін               | Міхель Герардс          | 3-6 7-5 6-3    |
| 2003 | Северін Бельтрам            | Сібіль Баммер           | 6-2 6-3        |
| 2002 | Анхелес Монтоліо            | Магі Серна              | 6-1 2-6 7-5    |
| 2001 | Аранча Санчес Вікаріо       | Магі Серна              | 6-3 6-1        |
| 2000 | Марія Санчес Лоренсо        | Вірхінія Руано Паскуаль | 6-4 4-6 6-3    |
| 1999 | Десислава Топалова          | Анна Зарська            | 7-6 4-6 7-5    |
| 1998 | Смашнова Анна Олександрівна | Алексія Дешом-Баллере   | 6-2 6-2        |

### Парний розряд
| Рік  | Чемпіонки                                              | Фіналістки                                           | Рахунок фіналу |
| ---- | ------------------------------------------------------ | ---------------------------------------------------- | -------------- |
| 2005 | Сімона-Юлія Матей Ліна Станчюте                        | Келлі де Бер Ева Пера                                | 2-6 6-4 6-4    |
| 2004 | Бейгельзимер Юлія Емануїлівна Ануска ван Ексель        | Сара Еррані Жоана Пангайо-Перрейра                   | 7-5 6-0        |
| 2003 | Сібіль Баммер Лаура Дельанджело                        | Івета Герлова Марі-Ев Пеллетьє                       | 6-3 7-5        |
| 2002 | Кара Блек Ірина Селютіна                               | Крісті Богерт Магі Серна                             | 7-6(6) 6-4     |
| 2001 | Марія Хосе Мартінес Санчес (2) Анабель Медіна Гаррігес | Александра Фусаї Ріта Гранде                         | 6-1 6-7(5) 7-5 |
| 2000 | Ева Бес-Остаріс Хісела Рієра-Роура                     | Роса-Марія Андрес-Родрігес Кончіта Мартінес-Гранадос | 6-3 6-3        |
| 1999 | Лурдес Домінгес Ліно Марія Хосе Мартінес Санчес        | Алісія Ортуно Міхаела Паштікова                      | 3-6 6-2 6-1    |
| 1998 | Нансі Фебер Катарина Среботнік                         | Суріна де Бер Ребекка Дженсен                        | 5-7 6-1 6-4    |